# Olinda Yip
Olinda Yip Ramón, coniugata Hormaeche (Acobamba, 24 febbraio 1930 – Lima, 6 dicembre 1973), è stata una cestista peruviana.

## Carriera
Con il Perù disputò i Campionati mondiali del 1953.